# Лутохинское (сельское поселение)
Лутохинское — упразднённое муниципальное образование со статусом сельского поселения в Киясовском районе Удмуртии Российской Федерации.
Административный центр — деревня Лутоха.
Законом Удмуртской Республики от 29.04.2021 № 36-РЗ упразднено в связи с преобразованием муниципального района в муниципальный округ.

## История
Статус и границы сельского поселения установлены Законом Удмуртской Республики от 17 декабря 2004 года № 86-РЗ «Об установлении границ муниципальных образований и наделении соответствующим статусом муниципальных образований на территории Киясовского района Удмуртской Республики»

## Население
| 2010 | 2012 | 2013 | 2014 | 2015 | 2016 | 2017 |
| ---- | ---- | ---- | ---- | ---- | ---- | ---- |
| 715  | ↘696 | ↘660 | ↘621 | ↘607 | ↘597 | ↘579 |
| 2018 | 2019 | 2020 |      |      |      |      |
| ↘564 | ↘552 | ↘539 |      |      |      |      |

## Состав сельского поселения
| № | Населённый пункт | Тип населённого пункта          | Население |
| - | ---------------- | ------------------------------- | --------- |
| 1 | Дубровский       | деревня                         | ↘166      |
| 2 | Калашур          | деревня                         | ↗323      |
| 3 | Лутоха           | деревня, административный центр | ↘141      |
| 4 | Сабанчино        | деревня                         | ↗66       |